# 사이드 무함마드 칸
사이드 무함마드 칸(러시아어: Саид Мухаммад-хан, 1823년 ~ 1864년)은 1856년부터 1864년까지 우즈베크족을 통치한 통치자이자 52번째 히바 칸국의 칸이기도 하다.

## 생애
1855년 히바의 칸이었던 무함마드 아민 칸이 세라흐에서 참패에 가까운 전투로 인해 사망했다. 그의 죽음 이후 1856년 압둘라 칸이 즉위했지만 6개월 후 유목민과의 전투 도중 사망했다. 이 후 쿠트루크 무라드 칸이 칸 직위에 등극했다. 1856년 무라드 칸이 죽은 이후 히바 칸국의 칸으로 무함마드 라힘 1세의 아들인 사이드 무함마드 칸이 통치를 시작했다. 우선적으로 유목민의 공격을 막기 위해 노력했다.
사이드 무함마드 칸은 러시아 제국 뿐 아니라 오스만 제국, 이란, 아프가니스탄과도 외교 관계를 유지했다. 1858년, 러시아에서 니콜라이 파블로비치 이그나테프 특사가 방문했다. 1863년에는 사이드 무함마드 칸이 유명한 여행가인 아르민 바벨리를 만났다.
그의 통치 기간 동안 히바 도시에 쿠리시나하나라는 성벽을 구축했다. 이 동안 역사가 무함마드 라자 아가키는 화레즘에 대한 역사서를 작성했다. 또한, 화레즘의 유명한 작곡가, 서예가, 화가인 카밀 콰리즈미를 등용하기도 했다.

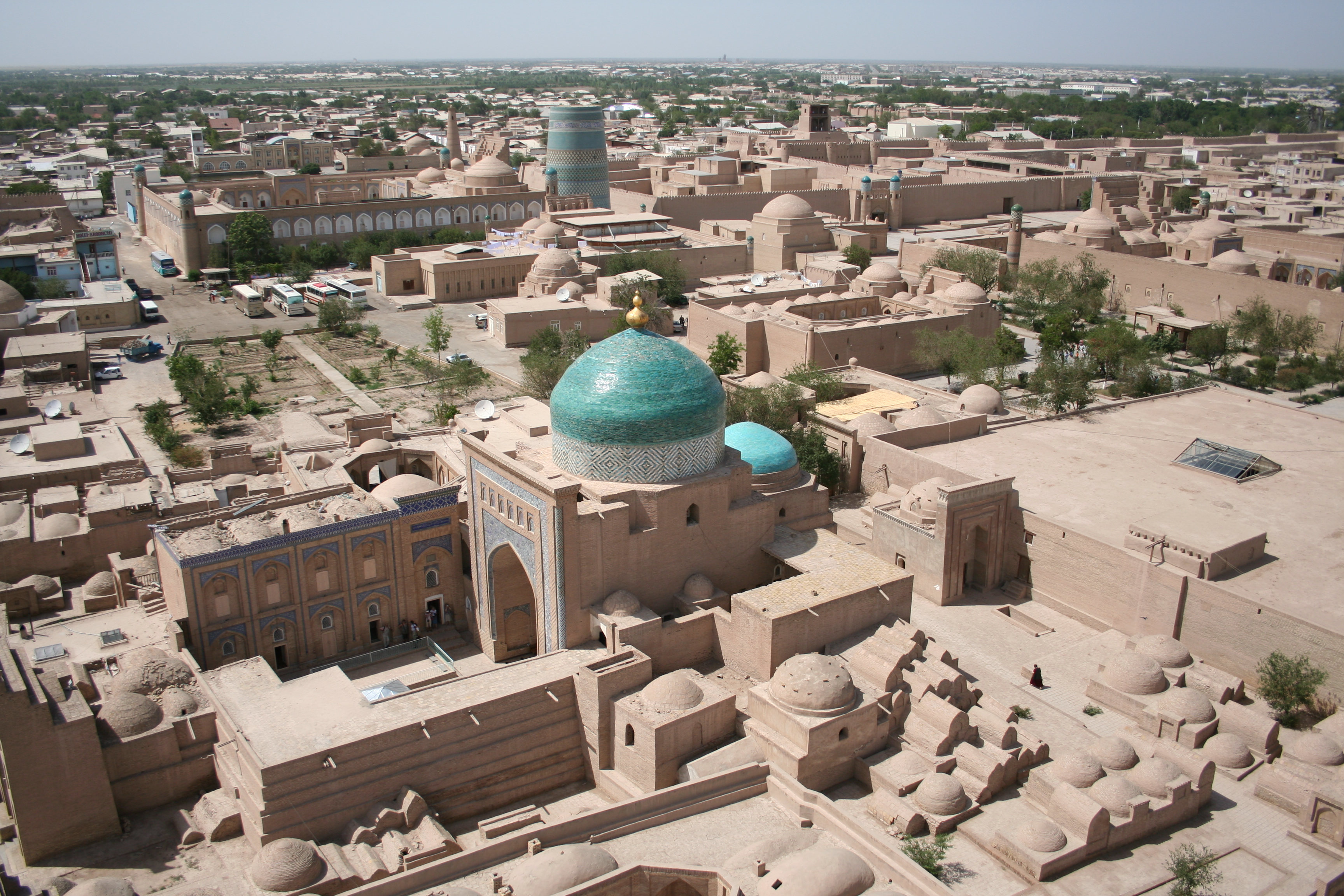
히바의 이찬 칼라 모습.

1864년 사이드 무함마드 칸이 암살 당하면서 그를 이어 자식인 무함마드 라힘 2세가 칸이 되었다.

## 참고 문헌
- (러시아어) Гуломов Х. Г., Дипломатические отношения государств Средней Азии с Россией в XVIII — первой половине XIX века. Ташкент, 2005
- (러시아어) Гулямов Я. Г., История орошения Хорезма с древнейших времен до наших дней. Ташкент. 1957
- (러시아어) История Узбекистана. Т.3. Т.,1993.
- (러시아어) История Узбекистана в источниках. Составитель Б. В. Лунин. Ташкент, 1990
- (러시아어) История Хорезма. Под редакцией И. М. Муминова. Ташкент, 1976

| 전임 쿠트루크 무라드 칸 | 제52대 히바 칸국의 칸 1856년 ~ 1864년 | 후임 무함마드 라힘 2세 |